# Partnership

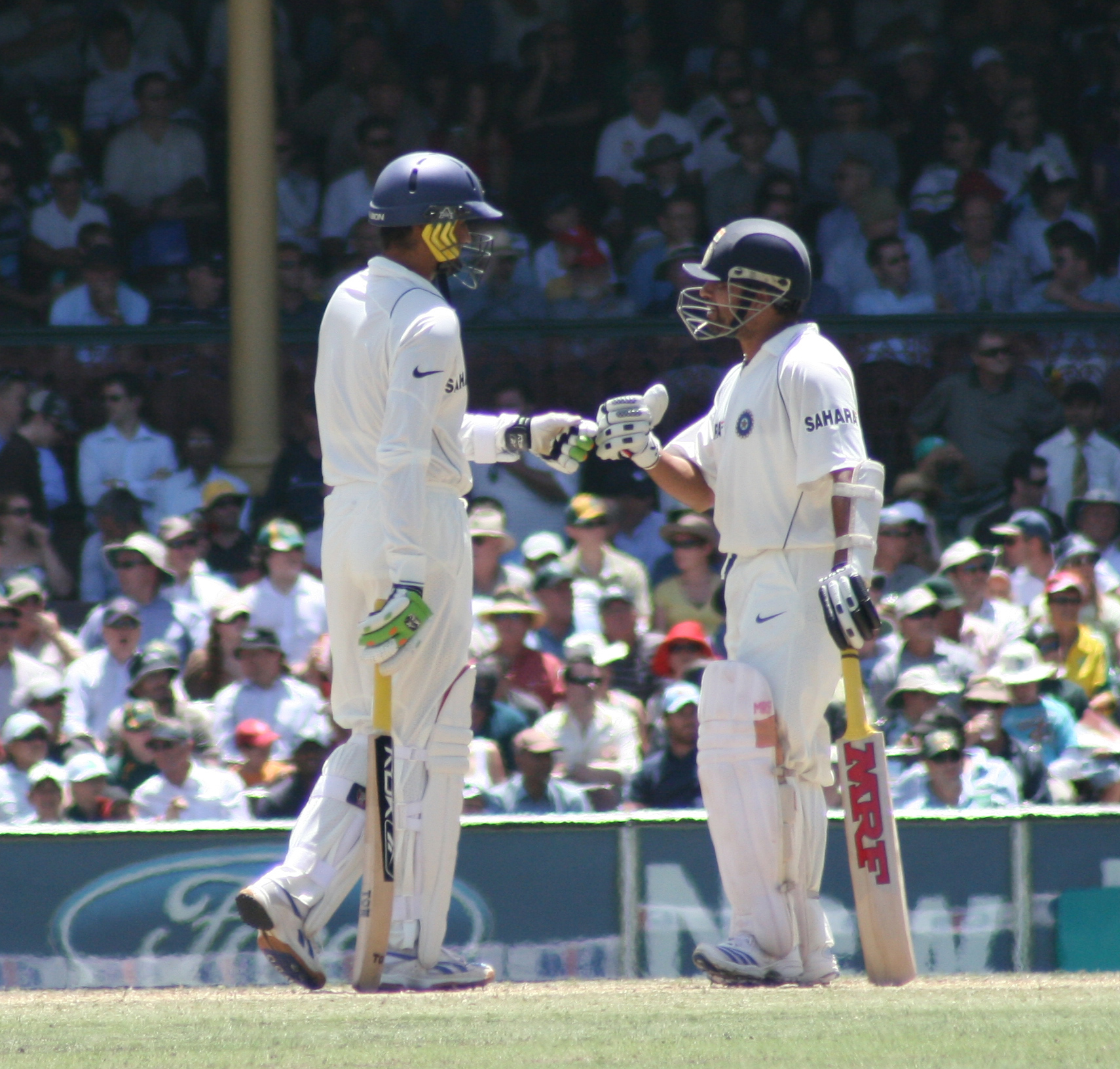
Deux batteurs en train de s'encourager mutuellement entre deux lancers.

Le partnership (terme anglais, littéralement, « partenariat ») est, au cricket, le total des runs (points) marqués alors que deux batteurs particuliers d'une équipe sont sur le terrain.

## Définitions
Pour deux batteurs, le partnership est l'ensemble des runs marqués par leur équipe pendant qu'ils sont ensemble sur le terrain. Autrement, dit, les runs marqués par l'un et l'autre pendant cette période, mais aussi d'éventuels « extras ».
On parle de partnership pour le premier guichet (first-wicket partnership) pour les deux premiers batteurs de la manche (opening batsmen), partnership pour le deuxième guichet après l'élimination de l'un d'eux, et ainsi de suite jusqu'au dixième et dernier.

## Records internationaux

### Test cricket
Plus haut partnership par guichet (wicket) en Test cricket, :
| Guichet | Total | Joueurs                                    | Équipe             | Adversaire     | Année |
| ------- | ----- | ------------------------------------------ | ------------------ | -------------- | ----- |
| 1       | 415   | Graeme Smith et Neil McKenzie              | Afrique du Sud     | Bangladesh     | 2008  |
| 2       | 576   | Sanath Jayasuriya et Roshan Mahanama       | Sri Lanka          | Inde           | 1997  |
| 3       | 624   | Kumar Sangakkara et Mahela Jayawardene     | Sri Lanka          | Afrique du Sud | 2006  |
| 4       | 437   | Mahela Jayawardene et Thilan Samaraweera   | Sri Lanka          | Inde           | 2009  |
| 5       | 405   | Donald Bradman et Sid Barnes               | Australie          | Angleterre     | 1946  |
| 6       | 346   | Mahela Jayawardene et Prasanna Jayawardene | Sri Lanka          | Inde           | 2009  |
| 7       | 351   | Denis Atkinson et Clairmonte Depeiaza      | Indes occidentales | Australie      | 1955  |
| 8       | 313   | Wasim Akram et Saqlain Mushtaq             | Pakistan           | Zimbabwe       | 1996  |
| 9       | 195   | Mark Boucher et Pat Symcox                 | Afrique du Sud     | Pakistan       | 1998  |
| 10      | 151   | Brian Hastings et Richard Collinge         | Nouvelle-Zélande   | Pakistan       | 1973  |
| 10      | 151   | Azhar Mahmood et Mushtaq Ahmed             | Pakistan           | Afrique du Sud | 1997  |